# Marcin Mentel
Marcin Mentel, pseud. Freddie (ur. 25 marca 1976 w Warszawie) – polski gitarzysta rockowy.

## Życiorys
W latach 1999–2006 gitarzysta zespołu Closterkeller, w latach 2003–2004 grał również w warszawskim zespole Lorien. Gościnnie, jako wokalista, pojawił się na demo zespołu Team Boys w utworze Wyznanie.

## Dyskografia
- Closterkeller – Fin de siècle (2000, Polskie Radio)[3]
- Closterkeller – Nero (2003, Metal Mind Productions)[4]
- Closterkeller – Act III (2003, Metal Mind Productions)
- Closterkeller – Reghina (2004, Metal Mind Productions)[5]